# Musta (ö i Finland, Egentliga Finland, Nystadsregionen)
Musta är en ö i Finland. Den ligger i Bottenhavet och i kommunen Nystad i den ekonomiska regionen  Nystadsregionen i landskapet Egentliga Finland, i den sydvästra delen av landet. Ön ligger omkring 64 kilometer nordväst om Åbo och omkring 210 kilometer väster om Helsingfors.
Öns area är 10,6 hektar och dess största längd är 480 meter i öst-västlig riktning. Ön höjer sig omkring 10 meter över havsytan. I omgivningarna runt Musta växer i huvudsak blandskog.